# Ourense (település)
Ourense (spanyol nyelven Orense) egy város Spanyolország északnyugati részén, az azonos nevű tartomány székhelye.
Óvárosa a közismert források, a Fonte as Burgas körül épült ki, ahonnan ma is 65 fokos víz tör a felszínre.

## Népesség
A település népessége az elmúlt években az alábbi módon változott:
| Lakosok száma | 99 100 | 108 600 | 108 137 | 107 742 | 108 002 | 106 905 | 105 893 | 105 233 | 104 596 | 104 891 |
|               | 1986   | 2004    | 2006    | 2009    | 2011    | 2014    | 2016    | 2019    | 2021    | 2024    |

## Látnivalók
A székesegyházat a 6. században alapították, majd a 12-13. században újjáépítették, a Szent Ferenc-kolostor a 14. századból származik. Található itt egy 13. századból származó, római alapokon nyugvó hétlyukú híd is, a Puente Romano, amely a város címerében is szerepel.
A közelben található természeti szépség a Sil-kanyon.
Eduardo Blanco Amor galiciai író A esmorga című könyve az Ourensével azonosítható képzeletbeli Auria városban játszódik. Ennek emlékére létrehozták a városban a 8 pontot bemutató „esmorga útját”: a különféle helyszíneken a kék–fehér galiciai nemzeti színekben készült műalkotások, és alájuk galiciai nyelven írt idézetek mutatják be a regény egyes jeleneteit.